# Le Pont-de-Claix
Le Pont-de-Claix este o comună în departamentul Isère din sud-estul Franței. În 2009 avea o populație de 4.973 de locuitori.

## Evoluția populației
| An        | 1975  | 1982  | 1990  | 1999  | 2006  | 2009  |
| --------- | ----- | ----- | ----- | ----- | ----- | ----- |
| Populație | 3.853 | 3.849 | 4.700 | 4.540 | 4.778 | 4.973 |